# خوالکوویتسه (ناحیه ناخود)
خوالکوویتسه (به چکی: Chvalkovice) یک منطقهٔ مسکونی در جمهوری چک است که در ناحیه ناخود واقع شده‌است. خوالکوویتسه ۱۲٫۳۱ کیلومتر مربع مساحت و ۷۰۷ نفر جمعیت دارد و ۳۰۶ متر بالاتر از سطح دریا واقع شده‌است.